# The One (bài hát của Backstreet Boys)
"The One" là đĩa đơn thứ tư từ album của Backstreet Boys Millennium. Bài hát cũng được sử dụng như ca khúc mở đầu cho anime shōnen Hanada Shōnen-shi.

## Danh sách track
UK CD single
1. "The One" (album version) – 3:46
2. "Show Me the Meaning of Being Lonely" (Soul Solution Mixshow edit) – 3:40
3. "Larger than Life" (Jack D. Elliot radio mix) – 3:50
4. "The One" (video)

UK cassette single and European CD single
1. "The One" (album version) – 3:46
2. "The One" (instrumental) – 3:46

European 7-inch single
A. "The One" (album version) – 3:46
B. "Larger than Life" (Jack D. Elliot radio mix) – 3:50
European and Australian maxi-CD single
1. "The One" (album version) – 3:46
2. "The One" (instrumental) – 3:46
3. "Show Me the Meaning of Being Lonely" (Soul Solution Mixshow edit) – 3:40
4. "Larger than Life" (Jack D. Elliot radio mix) – 3:50

Japanese CD single
1. "The One" (album version) – 3:46
2. "The One" (instrumental) – 3:46
3. "Show Me the Meaning of Being Lonely" (Soul Solution Mixshow edit) – 3:40
4. "Show Me the Meaning of Being Lonely" (Jason Nevins crossover remix) – 3:55
5. "Larger than Life" (Jack D. Elliot radio mix) – 3:50

## Bảng xếp hạng
| Bảng xếp hạng (2000–2001)             | Vị trí cao nhất |
| ------------------------------------- | --------------- |
| Úc (ARIA)                             | 41              |
| Áo (Ö3 Austria Top 40)                | 25              |
| Bỉ (Ultratop 50 Flanders)             | 35              |
| Bỉ (Ultratip Wallonia)                | 4               |
| Canada Top Singles (RPM)              | 4               |
| Canada Adult Contemporary (RPM)       | 10              |
| Croatia (HRT)                         | 5               |
| Czech Republic (IFPI)                 | 2               |
| Europe (Eurochart Hot 100)            | 19              |
| Phần Lan (Suomen virallinen lista)    | 19              |
| Đức (GfK)                             | 15              |
| Hungary (Mahasz)                      | 3               |
| Iceland (Íslenski Listinn Topp 40)    | 12              |
| Ireland (IRMA)                        | 19              |
| Ý (FIMI)                              | 10              |
| Hà Lan (Dutch Top 40)                 | 17              |
| Hà Lan (Single Top 100)               | 21              |
| New Zealand (Recorded Music NZ)       | 15              |
| Portugal (AFP)                        | 6               |
| Romania (Romanian Top 100)            | 4               |
| Scotland (OCC)                        | 7               |
| Tây Ban Nha (PROMUSICAE)              | 9               |
| Thụy Điển (Sverigetopplistan)         | 25              |
| Thụy Sĩ (Schweizer Hitparade)         | 19              |
| Anh Quốc (OCC)                        | 8               |
| Anh Quốc Indie (OCC)                  | 3               |
| Hoa Kỳ Billboard Hot 100              | 30              |
| Hoa Kỳ Adult Contemporary (Billboard) | 15              |
| Hoa Kỳ Pop Airplay (Billboard)        | 11              |
| Hoa Kỳ Rhythmic (Billboard)           | 33              |

| Bảng xếp hạng (2000)               | Vị trí |
| ---------------------------------- | ------ |
| Iceland (Íslenski Listinn Topp 40) | 85     |
| New Zealand (Recorded Music NZ)    | 40     |
| Romania (Romanian Top 100)         | 44     |
| US Adult Contemporary (Billboard)  | 33     |
| US Mainstream Top 40 (Billboard)   | 65     |

## Chứng nhận
| Quốc gia                                                    | Chứng nhận | Số đơn vị/doanh số chứng nhận |
| ----------------------------------------------------------- | ---------- | ----------------------------- |
| Canada (Music Canada)                                       | Vàng       | 40.000‡                       |
| ‡ Chứng nhận dựa theo doanh số tiêu thụ và phát trực tuyến. |            |                               |